# Sitthichai Sitsongpeenong
Sitthichai Sitsongpeenong (Buriram, Tailandia; 23 de septiembre de 1991) es un kickboxer y peleador de Muay Thai tailandés que actualmente compite en la categoría de peso pluma de ONE Championship, donde está en la posición #3 del ranking de kickboxing de peso pluma de ONE. Sitthichai es un ex-campeón de peso wélter de Lumpini Stadium y un ex-campeón de peso ligero de Glory.  Desde noviembre de 2022, Combat Press lo posiciona como el kickboxer #4 de peso ligero del mundo y el #5 del ranking libra por libra del mundo.

## Carrera de Muay Thai
Sitthichai tuvo su primera pelea a los 11 años en 2002.
Su primera pelea fuera de Tailandia en un torneo en 63.5 kg en Nuit des Titans en Tours, Francia el 30 de enero de 2010. Derrotó a a Fabio Pinca por decisión en la primera pelea y a Anuwat Kaewsamrit por decisión en la final para ganar el torneo.
En su segundo evento fuera de Tailandia fue nuevamente en La Nuit des Champions en Marsella, Francia el 28 de noviembre de 2010. Ganó el torneo contra Damien Alamos por decisión.
Perdió en la final del Torneo de 146 libras de Fuktien Group Tournament contra Iquezang Kor.Rungthanakeat por TKO en el segundo asalto en Omnoi Stadium el 23 de julio de 2011.
Su primera pelea luego de una recuperación de 5 meses fue en A1 - WCC” en Lyon, Francia el 8 de diciembre de 2011, donde derrotó a Fares Bechar por TKO en el cuarto asalto.
Una revancha entre Sitthichai y Fabio Pinca ocurrió en Best of Siam 3 en París, Francia, el 14 de febrero de 2013. Ganó la pelea por decisión unánime.
Ganó el torneo de Toyota Vigo de 70 kg contra Dechrid Poptheeratham por decisión en Udon Thani el 29 de marzo de 2013.
Derrotó a Juri Kehl por decisión en MAX Muay Thai 2 en Pattaya, Tailandia el 29 de enero de 2013.
Ganó la pelea por decisión contra Jordan Watson en MAX Muay Thai 3 en Zhengzhou, China el 10 de agosto de 2013.
Defendió su Campeonato de Peso Wélter de Tailandia (PAT) contra Dechrid Poptheeratham en Bangkok el 23 de noviembre de 2013.
Venció a Wanchalerm Udduonmuang por decisión el evento estelar de Yokkao 6 en Pattaya, Tailandia el 4 de enero de 2014.
Venció a Chingiz Allazov por decisión el asalto extra en Thai Boxe Mania en Turín, Italia el 25 de enero de 2014.
Sitthichai derrotó a Mohamed Khamal por decisión unánime en Legend 3: Pour Homme en Milán, Italia el 5 de abril de 2014.
Noqueó a Johann Fauveau en el segundo asalto en Best of Siam 5 en París, Francia el 14 de junio de 2014.
Defendió su Campeonato de Peso Wélter de Tailandia (PAT) y ganó el Campeonato de Peso Wélter de Lumpinee Stadium contra Maruay Sitjaepond en Lumpinee Stadium en Bangkok el 28 de octubre de 2014.
Su última pelea en Muay Thai a la fecha fue una victoria contra Crice Bousouko en 70 kg en La Nuit des Titans 2015 en Tours, Francia el 7 de febrero de 2015.

## Carrera de Kickboxing
En su primera pelea bajo reglas de kickboxing, perdió una muy controvertida decisión ante Enriko Gogokhia, en el evento Oktagon 2013 el 20 de abril de 2013. Inicialmente había sido programado para enfrentar a Davit Kiria en la cartelera principal pero fue cambiado a las preliminares cuando su oponente cambió.
Ganó el Torneo de La Nuit des Champions (bajo reglas de K-1) en Marsella, Francia, derrotando a Abdellah Ezbiri por TKO en el segundo asalto en la final el 22 de noviembre de 2014.
Ganó el torneo de 70 kg de Fight League derrotando a Yasssin Baiter por KO en el segundo asalto en la final en Tánger, Marruecos, el 8 de agosto de 2015.

### Kunlun Fight
Ganó su primer torneo de mayor envergadura en kickboxing en el torneo de Kunlun Fight 15 en 70 kg derrotando a Murthel Groenhart por KO en tres asaltos y a Andy Souwer por decisión en Nanjing, China el 3 de enero de 2015.
Empezó a competir exclusivamente en reglas de kickboxing en Kunlun Fight 24 en Verona, Italia donde perdió ante Dylan Salvador por decisión el 2 de mayo de 2015.
Ganó el torneo de 70 kg de 2015 de Kunlun Fight derrotando a Enriko Gogokhia por decisión en un cuarto asalto extra, en Kunlun Fight 37 en Sanya, China el 23 de enero de 2016.
Participó en el torneo de 70 kg de 2016 de Kunlun Fight y calificó a la parte final del torneo derrotando a Walid Hamid por KO en el segundo asalto y a Mohamed Mezouari por decisión en un cuarto asalto extra en Kunlun Fight 43 en Zhoukou, China el 23 de abril de 2016. Fue eliminado del torneo en los cuartos de final, siendo derrotado por el campeón del torneo, Superbon Banchamek en Kunlun Fight 53 el 25 de septiembre de 2016 en Beijing, China.

### Wu Lin Feng
Sittichai ganó el Torneo del Desafío de Yi Long por el título de 71 kg de WLF, llevado a cabo en China. Derrotó a Hasan Toy, Enriko Kehl y a Dzhabar Askerov. En la final, el 4 de noviembre de 2017, enfrentó al campeón, Yi Long en Dragon King Challenge. Ganó la pelea por KO por patada a la cabeza en el segundo asalto y se convirtió en el nuevo Campeón Mundial de 71 kg de Wu Lin Feng.

### Glory
En su debut en Glory, ganó el Torneo de Contendiente de Peso Ligero de 70 kg en Glory 22 en Lille, Francia el 5 de junio de 2015, derrotando a Davit Kiria por TKO en el segundo asalto y a Josh Jauncey por decisión unánime en la final.
Ganando el torneo del contendiente de Glory le permitió enfrentar a Robin van Roosmalen. Perdió la pelea por una muy controvertida decisión unánime en Glory 25 en Monza, Italia el 6 de noviembre de 2015.
Compitió y ganó el Torneo del Contendiente de Peso Ligero de Glory en 70 kg nuevamente, derrotando a Davit Kiria y a Marat Grigorian (que ya había enfrentado en Kunlun Fight) en Glory 28 en París, Francia el 12 de marzo de 2016.

#### Campeonato de Peso Ligero de Glory

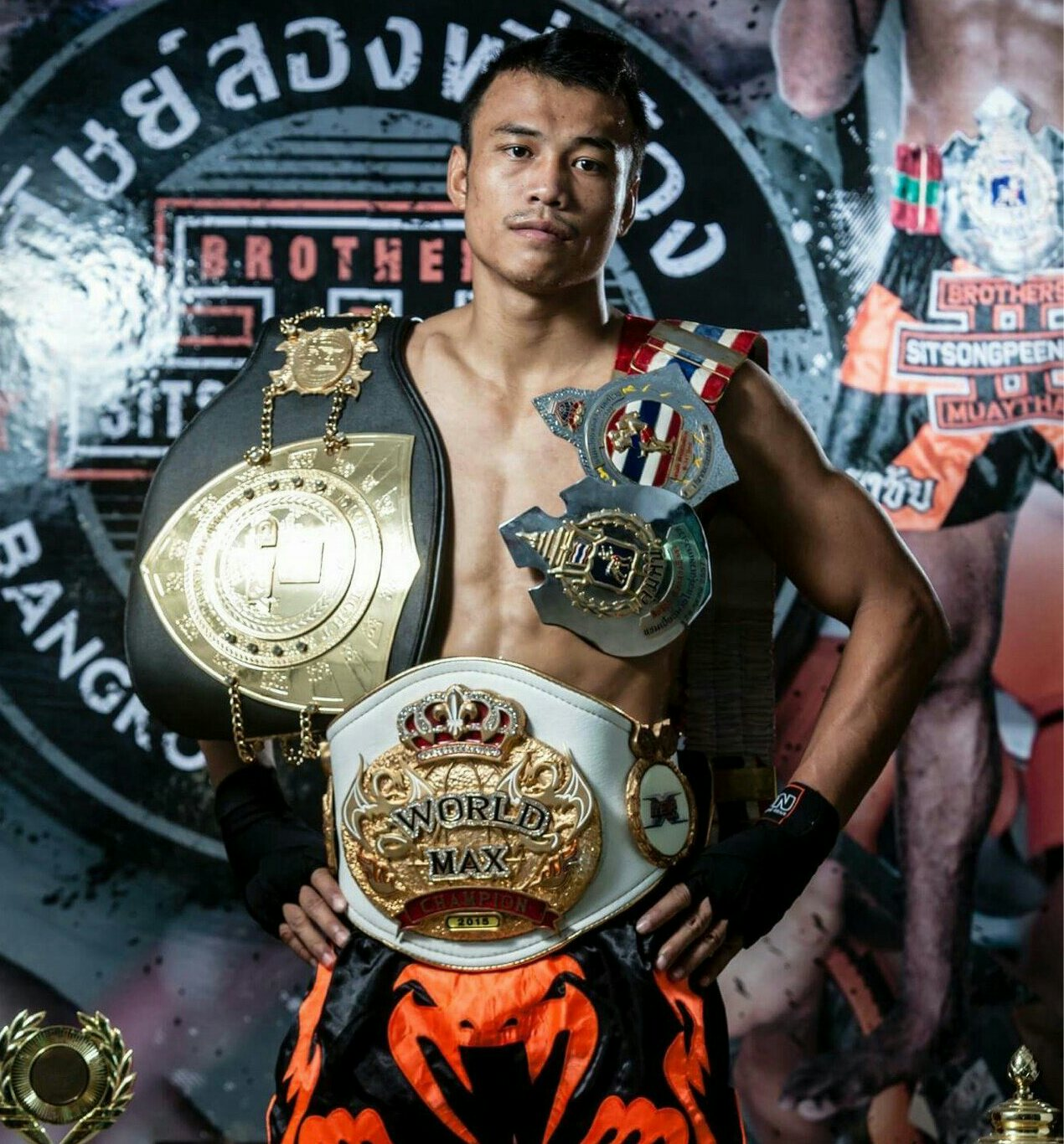
Sittichai con sus títulos de Glory, Lumpinee y Kunlun.

Tuvo una revancha contra Robin van Roosmalen en Glory 31 el 25 de junio de 2016 en Ámsterdam, Países Bajos. Ganó la pelea por decisión dividida para convertirse en el nuevo Campeón de Peso Ligero de Glory en 70 kg.
Sittichai defendió su título de peso ligero de Glory en Glory 39 el 25 de marzo de 2017 en Bruselas, Bélgica contra Dylan Salvador. Siendo la trilogía entre los dos. Ganó la pelea por TKO en el cuarto asalto.
Sitthichai defendió a su Campeonato de Peso Ligero de Glory otras cuatro veces. El 16 de febrero de 2018, derrotó a Christian Baya por decisión unánime en Glory 50 en Chicago. Venció a Tyjani Beztati por decisión unánime el 12 de mayo de 2018 en Glory 53 en Lille, Francia. Sitthichai enfrentaría a Marat Grigorian en su cuarto enfrentamiento entre los dos, el 25 de agosto de 2018, ganando por decisión dividida en Glory 57 en Shenzhen, China. El 2 de noviembre de 2018, derrotó a Josh Jauncey por decisión unánime en Glory 61 en New York.
El 17 de mayo de 2019, Sitthichai perdió el título de peso ligero de Glory ante Marat Grigorian por decisión unánime, en su quinto enfrentamiento en Glory 65 en Utrecht, Países Bajos.

### ONE Championship
El 14 de mayo de 2020, se anunció que Sitthichai habí firmado con ONE Championship.
Sitthichai hizo su debut en ONE en ONE Championship: No Surrender el 31 de julio de 2020, donde enfrentó a Superbon Banchamek por tercera vez. Bajo reglas de kickboxing, perdió ante Superbon por decisión unánime.
Sitthichai está programado para enfrentar al debutante Tayfun Özcan en ONE Championship: Battleground el 30 de julio de 2021. Luego de que Özcan sufriera una lesión en el entrenamiento, fue reagendado para enfrentar a Tawanchai P.K. Saenchaimuaythaigym bajo reglas de Muay Thai en ONE Championship: Battleground 3 el 27 de agosto de 2021. Sitthichai derrotó a Tawanchai por decisión dividida.

#### Grand Prix de Kickboxing de Peso Pluma de ONE
Sitthichai enfrentó a Tayfun Özcan en los cuartos de final del Grand Prix de Peso Pluma de Kickboxing de ONE de 2021 en ONE Championship: First Strike. Sitthichai derrotó a Özcan por decisión dividida.
Sitthichai enfrentó a Davit Kiria por tercera vez en las semifinales del Grand Prix de Kickboxing de Peso Pluma de ONE el 28 de enero de 2022, en ONE Championship: Only the Brave . Sitthichai ganó la pelea por decisión unánime.
Sitthichai enfrentó a Chingiz Allazov en la final del Grand Prix de Kickboxing de Peso Pluma de ONE el 26 de marzo de 2022, en ONE X. Perdió la pelea por decisión unánime.
Sitthichai estaba programado para enfrentar al invicto Mohammed Boutasaa el 21 de octubre de 2022, en ONE 162. Sin embargo, la pelea fue traslada a ONE on Prime Video 3. Shitthichai ganó la pelea por decisión unánime, acabando a su vez con el invicto de Boutasaa.
Sitthichai enfrentó a Eddie Abasolo en una pelea de Muay Thai el 23 de junio de 2023, en ONE Friday Fights 22. Ganó la pelea por decisión unánime.
Sitthichai enfrentó a Mohammad Siasarani el 8 de septiembre de 2023, en ONE Friday Fights 32. Perdió la pelea por decisión unánime.
Sitthichai enfrentó a Marat Grigorian el 28 de enero de 2024, en ONE 165. Perdió la pelea por KO en el tercer asalto.
Sitthichai enfrentó a Masaaki Noiri el 7 de julio de 2024, en ONE 167. Ganó la pelea por decisión unánime.

## Campeonatos y logros

### Kickboxing
- ONE Championship
  - Finalista del Grand Prix de Peso Pluma de Kickboxing de ONE de 2021
- Glory
  - Peleador del Año 2018[54]
  - Campeón de Peso Ligero de Glory de 2016-2019 (Una vez)
    - Seis defensas titulares exitosas

  - Ganador del Torneo de Contendiente de Peso Ligero (70 kg) de 2016 de Glory
  - Ganador del Torneo de Contendiente de Peso Ligero (70 kg) de 2015 de Glory
- Kunlun Fight
  - Ganador del Torneo del Grupo I de Kunlun Fight de 2016
  - Campeón del Torneo de 2015 de Kunlun Fight
  - Ganador del Torneo del Grupo A de Kunlun Fight de 2015
- Wu Lin Feng
  - Campeonato Mundial de Wu Lin Feng (-71 kg)
  - Ganador del Torneo del Desafío de Yi Long de 2017 de WLF
- The Fight League
  - Campeón del Torneo de 2015 de The Fight League
- Nuit des Champions
  - Campeón del Torneo de -70 kg de 2014 de NDC[55][56][57]

### Muay Thai
- Lumpinee Stadium
  - Campeón de Peso Wélter de Lumpinee Stadium de 2014 (147 libras)
- Professional Boxing Association of Thailand
  - Campeón de Peso Wélter de Tailandia (PAT) Welterweight Champion (147 libras)
- Toyota Cup
  - Campeón del Torneo de Toyota Vigo Marathon Tournament de 2013 (154 libras)
  - Campeón del Torneo de Toyota Vigo Marathon Tournament de 2012 (147 libras)
- 1–King
  - Campeón del Torneo de Champions Club “1–King” de 2013 (-70 kg)
- Fuktien Group
  - Finalista del Troneo de Fuktien Group de 2011 (147 libras)
- Nuit des Champions
  - Campeonato de Muay Thai de "Nuit des Champions" de 2010 (-64 kg)
- Nuit des Titans
  - Campeón del Torneo de Muay Thai de "Nuit des Titans" de 2010 (140 libras)

### Reconocimientos
- International Muaythai Ambassador
  - Embajador Internacional de Muay Thai de 2015 según Sports Writers Association of Thailand
- glorykickboxing.com
  - Peleador del Año 2018[54]
- CombatPress.com
  - Nocaut del Año 2017 vs. Yi Long on November 4[58]
  - Peleador del Año 2015[59]
  - Pelea del Año 2019 vs. Marat Grigorian[60]

- BoxeMag.com
  - Peleador Internacional del Año 2014 según BoxeMag[61]

### Rankings
- CombatPress.com
  - N°1 en el ranking Libra por Libra de Combat Press.com, enero de 2019
  - N°1 en el ranking de Peso Ligero (154 libras) de Combat Press.com, enero de 2019
- Liver Kick.com
  - N°2 del ranking de Peso Ligero (154 libras) de Liver Kick.com, marzo de 2018

## Récord en Kickboxing y Muay Thai
| Récord en Kickboxing y Muay Thai                                                                                                | Récord en Kickboxing y Muay Thai | Récord en Kickboxing y Muay Thai   | Récord en Kickboxing y Muay Thai                                                                    | Récord en Kickboxing y Muay Thai | Récord en Kickboxing y Muay Thai                   | Récord en Kickboxing y Muay Thai | Récord en Kickboxing y Muay Thai |
| --- | -------------------------------- | ---------------------------------- | --------------------------------------------------------------------------------------------------- | -------------------------------- | -------------------------------------------------- | -------------------------------- | -------------------------------- |
| 130 Victorias (35 (T)KOs), 35 Derrotas, 5 Empates                                                                               |                                  |                                    | |                                  |                                                    |                                  |                                  |
| Fecha | Resultado                        | Oponente                           | Evento                                                                                              | Localización                     | Método                                             | Ronda                            | Tiempo                           |
| 07-06-2024 | Victoria                         | Masaaki Noiri                      | ONE 167                                                                                             | Bangkok, Tailandia               | Decisión (Unánime)                                 | 3                                | 3:00                             |
| 28-01-2024 | Derrota                          | Marat Grigorian                    | ONE 165                                                                                             | Tokio, Japón                     | KO (Rodillazo y Golpe al Cuerpo)                   | 3                                | 1:20                             |
| 08-09-2023 | Derrota                          | Mohammad Siasarani                 | ONE Friday Fights 32                                                                                | Bangkok, Tailandia               | Decisión (Unánime)                                 | 3                                | 3:00                             |
| 23-06-2023 | Victoria                         | Eddie Abasolo                      | ONE Friday Fights 22, Lumpinee Stadium                                                              | Bangkok, Tailandia               | Decisión (Unánime)                                 | 3                                | 3:00                             |
| 22-10-2022 | Victoria                         | Mohammed Boutasaa                  | ONE on Prime Video 3                                                                                | Kuala Lumpur, Malaysia           | Decisión (Unánime)                                 | 3                                | 3:00                             |
| 26-03-2022 | Derrota                          | Chingiz Allazov                    | ONE: X                                                                                              | Kallang, Singapur                | Decisión (Unánime)                                 | 3                                | 3:00                             |
| Final del Grand Prix de Kickboxing de Peso Pluma de ONE.                                                                        |                                  |                                    | |                                  |                                                    |                                  |                                  |
| 28-01-2022 | Victoria                         | Davit Kiria                        | ONE: Only the Brave                                                                                 | Kallang, Singapur                | Decisión (Unánime)                                 | 3                                | 3:00                             |
| Semi-Final del Grand Prix de Kickboxing de Peso Pluma de ONE.                                                                   |                                  |                                    | |                                  |                                                    |                                  |                                  |
| 15-10-2021 | Victoria                         | Tayfun Özcan                       | ONE: First Strike                                                                                   | Kallang, Singapur                | Decisión (Dividida)                                | 3                                | 3:00                             |
| Cuartos de Final del Grand Prix de Kickboxing de Peso Pluma de ONE.                                                             |                                  |                                    | |                                  |                                                    |                                  |                                  |
| 27-08-2021 | Victoria                         | Tawanchai P.K. Saenchaimuaythaigym | ONE: Battleground 3                                                                                 | Kallang, Singapur                | Decisión (Dividida)                                | 3                                | 3:00                             |
| 31-07-2020 | Victoria                         | Superbon Banchamek                 | ONE: No Surrender                                                                                   | Bangkok, Tailandia               | Decisión (Unánime)                                 | 3                                | 3:00                             |
| 2019-11-15 | Victoria                         | Bobirjon Tagaev                    | Macau Fight 2019                                                                                    | Macao, China                     | Decisión (Unánime) en Asalto Extra                 | 4                                | 3:00                             |
| 2019-05-17 | Victoria                         | Marat Grigorian                    | Glory 65: Utrecht                                                                                   | Países Bajos                     | Decisión (Unánime)                                 | 5                                | 3:00                             |
| Perdió el Campeonato de Peso Ligero de Glory.                                                                                   |                                  |                                    | |                                  |                                                    |                                  |                                  |
| 2018-11-02 | Victoria                         | Josh Jauncey                       | Glory 61: New York                                                                                  | New York, Estados Unidos         | Decisión (Unánime)                                 | 5                                | 3:00                             |
| Defendió el Campeonato de Peso Ligero de Glory.                                                                                 |                                  |                                    | |                                  |                                                    |                                  |                                  |
| 2018-08-25 | Victoria                         | Marat Grigorian                    | Glory 57: Shenzhen                                                                                  | Shenzhen, China                  | Decisión (Dividida)                                | 5                                | 3:00                             |
| Defendió el Campeonato de Peso Ligero de Glory.                                                                                 |                                  |                                    | |                                  |                                                    |                                  |                                  |
| 2018-05-12 | Victoria                         | Tyjani Beztati                     | Glory 53: Lille                                                                                     | Lille, Francia                   | Decisión (Unánime)                                 | 5                                | 3:00                             |
| Defendió el Campeonato de Peso Ligero de Glory.                                                                                 |                                  |                                    | |                                  |                                                    |                                  |                                  |
| 2018-02-16 | Victoria                         | Christian Baya                     | Glory 50:Chicago                                                                                    | Chicago, Estados Unidos          | Decisión (Unánime)                                 | 5                                | 3:00                             |
| Defendió el Campeonato de Peso Ligero de Glory.                                                                                 |                                  |                                    | |                                  |                                                    |                                  |                                  |
| 2017-11-04 | Victoria                         | Yi Long                            | Wu Lin Feng 2017: Yi Long VS Sitthichai                                                             | Kunming, China                   | KO (Patada Izquierda a la Cabeza)                  | 2                                | 1:10                             |
| Ganó el Campeonato Mundial de Wu Lin Feng.                                                                                      |                                  |                                    | |                                  |                                                    |                                  |                                  |
| 2017-10-07 | Victoria                         | Dzhabar Askerov                    | Wu Lin Feng 2017: WLF VS ACB & ACB KB 11 - Yi Long Challeng Tournament Final                        | Zhengzhou, China                 | Decisión (Unánime)                                 | 3                                | 3:00                             |
| Ganó el Torneo del Retador de WLF Yi Long.                                                                                      |                                  |                                    | |                                  |                                                    |                                  |                                  |
| 2017-09-02 | Victoria                         | Enriko Kehl                        | Wu Lin Feng - Wu Lin Feng 2017: World Championship Xi'an - Yi Long Challenge Tournament Semi-finals | Xian, China                      | Decisión (Unánime)                                 | 3                                | 3:00                             |
| 2017-07-01 | Victoria                         | Hasan Toy                          | Wu Lin Feng 2017: China VS Spain - Yi Long Challenge 1/4 Finals                                     | Zhengzhou, China                 | Decisión (Unánime)                                 | 3                                | 3:00                             |
| 2017-03-25 | Victoria                         | Dylan Salvador                     | Glory 39: Brussels                                                                                  | Bruselas, Bélgica                | TKO (Rodillazo al Cuerpo)                          | 4                                | 2:58                             |
| Defendió el Campeonato de Peso Ligero de Glory.                                                                                 |                                  |                                    | |                                  |                                                    |                                  |                                  |
| 2016-12-10 | Victoria                         | Marat Grigorian                    | Glory 36: Oberhausen                                                                                | Oberhausen, Alemania             | Decisión (Dividida)                                | 5                                | 3:00                             |
| Defendió el Campeonato de Peso Ligero de Glory.                                                                                 |                                  |                                    | |                                  |                                                    |                                  |                                  |
| 2016-09-24 | Victoria                         | Superbon Banchamek                 | Kunlun Fight 53 - World MAX Tournament 2016 Final 8                                                 | Beijing, China                   | Decisión (Unánime)                                 | 3                                | 3:00                             |
| 2016-08-20 | Victoria                         | Diogo Neves                        | Kunlun Fight 50 – World MAX Tournament 2016 Final 16                                                | Jinan, China                     | Decisión (Unánime)                                 | 3                                | 3:00                             |
| Clasificó al Torneo MAX de 70kg de Kunlun Fight de 2016 Final 8.                                                                |                                  |                                    | |                                  |                                                    |                                  |                                  |
| 2016-06-25 | Victoria                         | Robin van Roosmalen                | Glory 31: Amsterdam                                                                                 | Ámsterdam, Países Bajos          | Decisión (Dividida)                                | 5                                | 3:00                             |
| Ganó el Campeonato de Peso Ligero de Glory.                                                                                     |                                  |                                    | |                                  |                                                    |                                  |                                  |
| 2016-04-23 | Victoria                         | Mohamed Mezouari                   | Kunlun Fight 43 – World MAX 2016 Group I Tournament Final                                           | Zhoukou, China                   | Decisión en Asalto Extra (4-1)                     | 4                                | 3:00                             |
| Clasificó al Torneo MAX de 70kg de Kunlun Fight de 2016 Final 16.                                                               |                                  |                                    | |                                  |                                                    |                                  |                                  |
| 2016-04-23 | Victoria                         | Walid Hamid                        | Kunlun Fight 43 – World MAX 2016 Group I Tournament Semi-finals                                     | Zhoukou, China                   | TKO (Rodillazo al Cuerpo)                          | 2                                | 1:25                             |
| 2016-03-12 | Victoria                         | Marat Grigorian                    | Glory 28: Paris - Lightweight Contender Tournament, Final                                           | París, Francia                   | Decisión (Unánime)                                 | 3                                | 3:00                             |
| Ganó el Torneo del Contendiente de Peso Ligero de Glory.                                                                        |                                  |                                    | |                                  |                                                    |                                  |                                  |
| 2016-03-12 | Victoria                         | Davit Kiria                        | Glory 28: Paris - Lightweight Contender Tournament, Semi-finals                                     | París, Francia                   | Decisión (Unánime)                                 | 3                                | 3:00                             |
| 2016-01-23 | Victoria                         | Enriko Gogokhia                    | Kunlun Fight 37 - World MAX Tournament 2015, Final                                                  | Sanya, China                     | Decisión en Asalto Extra (3-1)                     | 4                                | 3:00                             |
| Ganó el Campeonato del Torneo MAX de Kunlun Fight.                                                                              |                                  |                                    | |                                  |                                                    |                                  |                                  |
| 2016-01-23 | Victoria                         | Superbon Banchamek                 | Kunlun Fight 37 - World MAX Tournament 2015, Semi-finals                                            | Sanya, China                     | KO (Gancho Derecho)                                | 2                                | 0:39                             |
| 2015-12-19 | Victoria                         | Marat Grigorian                    | Kunlun Fight 35 - World MAX Tournament 2015 Final 8                                                 | Luoyang, China                   | Decisión (Mayoritaria)                             | 3                                | 3:00                             |
| Clasificó a la Final del Torneo Max de 70kg de Kunlun Fight de 2015.                                                            |                                  |                                    | |                                  |                                                    |                                  |                                  |
| 2015-11-06 | Victoria                         | Robin van Roosmalen                | Glory 25: Milan                                                                                     | Monza, Italia                    | Decisión (Unánime)                                 | 5                                | 3:00                             |
| Por el Campeonato de Peso Ligero de Glory.                                                                                      |                                  |                                    | |                                  |                                                    |                                  |                                  |
| 2015-09-28 | Victoria                         | Jonay Risco                        | Kunlun Fight 31 - World MAX Tournament 2015 Final 16                                                | Bangkok, Tailandia               | Decisión (Unánime)                                 | 3                                | 3:00                             |
| Clasificó al Torneo MAX de 70kg de Kunlun Fight de 2015 Final 8.                                                                |                                  |                                    | |                                  |                                                    |                                  |                                  |
| 2015-08-08 | Victoria                         | Yassin Baitar                      | The Fight League Final (70 kg KB rules)                                                             | Tánger, Marruecos                | KO (Gancho Izquierdo)                              | 2                                | 3:00                             |
| Ganó el Torneo de 70kg de Fight League.                                                                                         |                                  |                                    | |                                  |                                                    |                                  |                                  |
| 2015-08-08 | Victoria                         | Walid Hamid                        | The Fight League Semi-finals (70 kg KB rules)                                                       | Tánger, Marruecos                | TKO (Corte)                                        | 2                                | 3:00                             |
| 2015-08-08 | Victoria                         | Emad Kedyar                        | The Fight League Quarter-finals (70 kg KB rules)                                                    | Tánger, Marruecos                | Decisión                                           | 3                                | 3:00                             |
| 2015-06-05 | Victoria                         | Josh Jauncey                       | Glory 22: Lille - Lightweight Contender Tournament, Final                                           | Lille, Francia                   | Decisión (Unánime)                                 | 3                                | 3:00                             |
| Ganó el Torneo del Contendiente de Peso Ligero de Glory.                                                                        |                                  |                                    | |                                  |                                                    |                                  |                                  |
| 2015-06-05 | Victoria                         | Davit Kiria                        | Glory 22: Lille - Lightweight Contender Tournament, Semi-finals                                     | Lille, Francia                   | KO (Rodillazo al Cuerpo)                           | 2                                | 2:09                             |
| 2015-05-02 | Victoria                         | Dylan Salvador                     | Kunlun Fight 24                                                                                     | Verona, Italia                   | Decisión (Unánime)                                 | 3                                | 3:00                             |
| 2015-02-07 | Victoria                         | Crice Boussoukou                   | La Nuit des Titans 2015 – 70 kg                                                                     | Tours, Francia                   | Decisión                                           | 5                                | 3:00                             |
| 2015-01-03 | Victoria                         | Andy Souwer                        | Kunlun Fight 15 - World MAX 2015 Group A Tournament Final                                           | Nanjing, China                   | Decisión                                           | 3                                | 3:00                             |
| Clasificó al Torneo MAX de 70kg de Kunlun Fight de 2015 Final 16.                                                               |                                  |                                    | |                                  |                                                    |                                  |                                  |
| 2015-01-03 | Victoria                         | Murthel Groenhart                  | Kunlun Fight 15 - World MAX 2015 Group A Tournament Semi-finals                                     | Nanjing, China                   | KO (Patada Izquierda al Cabeza)                    | 3                                | 2:49                             |
| 2014-12-13 | Victoria                         | Dylan Salvador                     | Victory 2, K-1 Rules                                                                                | Levallois, Francia               | Decisión                                           | 3                                | 3:00                             |
| 2014-11-22 | Victoria                         | Abdellah Ezbiri                    | La 21ème Nuit des Champions, Final                                                                  | Marsella, Francia                | TKO (Patadas Bajas de Izquierda)                   | 2                                |                                  |
| Ganó el Título del Torneo de -70kg de K-1 Rules de NDC.                                                                         |                                  |                                    | |                                  |                                                    |                                  |                                  |
| 2014-11-22 | Victoria                         | Abdallah Mabel                     | La 21ème Nuit des Champions, Semi-finals                                                            | Marsella, Francia                | Decisión                                           | 3                                | 3:00                             |
| 2014-10-28 | Victoria                         | Sorgraw Petchyindee                | Petyindee Fights, Lumpinee Stadium                                                                  | Bangkok, Tailandia               | TKO (Paro del Réferi/Patada Izquierda a la Cabeza) | 4                                |                                  |
| Ganó el título de peso wélter (147 lbs) de Lumpinee (147 lbs) y defendió el título de peso wélter (147 lbs) de Tailandia (PAT). |                                  |                                    | |                                  |                                                    |                                  |                                  |
| 2014-07-06 | Victoria                         | Batyr Ruskorkoloev                 | Max Muay Thai 8                                                                                     | Pattaya, Tailandia               | TKO (Codazo)                                       | 2                                |                                  |
| 2014-06-14 | Victoria                         | Johann Fauveau                     | Best of Siam 5                                                                                      | París, Francia                   | KO (Codazo Izquierdo)                              | 2                                |                                  |
| 2014-04-05 | Victoria                         | Mohamed Khamal                     | Legend 3: Pour Homme                                                                                | Milán, Italia                    | Decisión (Unánime)                                 | 3                                | 3:00                             |
| 2014-01-25 | Victoria                         | Chingiz Allazov                    | Thai Boxe Mania                                                                                     | Turín, Italia                    | Decisión en Asalto Extra                           | 4                                | 3:00                             |
| 2014-01-03 | Victoria                         | Wanchalerm Aooddonmuang            | Yokkao 6                                                                                            | Pattaya, Tailandia               | Decisión                                           | 3                                | 3:00                             |
| 2013-12-14 | Victoria                         | Kym Johnson                        | Rebellion Muaythai VI                                                                               | Melbourne, Australia             | Decisión (Unánime)                                 | 5                                | 3:00                             |
| 2013-11-23 | Victoria                         | Dejrit Poptheeratham               | Muay Thai Thailand Welterweight Championship                                                        | Bangkok, Tailandia               | Decisión                                           | 5                                | 3:00                             |
| Defendió el título de peso wélter (147 lbs) de Tailandia (PAT).                                                                 |                                  |                                    | |                                  |                                                    |                                  |                                  |
| 2013-09-07 | Victoria                         | Mickael Piscitello                 | Millennium Team Fight                                                                               | La Réunion                       | KO (Codazo)                                        | 2                                |                                  |
| 2013-08-10 | Victoria                         | Jordan Watson                      | MAX Muay Thai 3                                                                                     | Zhengzhou, China                 | Decisión                                           | 3                                | 3:00                             |
| 2013-06-29 | Victoria                         | Juri Kehl                          | MAX Muay Thai 2                                                                                     | Pattaya, Tailandia               | Decisión                                           | 3                                | 3:00                             |
| 2013-04-20 | Victoria                         | Enriko Gogokhia                    | Oktagon 2013                                                                                        | Milán, Italia                    | Decisión (Dividida)                                | 3                                | 3:00                             |
| 2013-03-29 | Victoria                         | Dejrit Poptheeratham               | Toyota Vigo Marathon Tournament 2013, Final                                                         | Udon Thani, Tailandia            | Decisión                                           | 3                                | 3:00                             |
| Wins Toyota Vigo Marathon Tournament title (154 lbs).                                                                           |                                  |                                    | |                                  |                                                    |                                  |                                  |
| 2013-03-29 | Victoria                         | Petchmankong Gaiyanghaadao         | Toyota Vigo Marathon Tournament 2013, Semi-final                                                    | Udon Thani, Tailandia            | Decisión                                           | 3                                | 3:00                             |
| 2013-03-29 | Victoria                         | Petsanguan Sor Yupinda             | Toyota Vigo Marathon Tournament 2013, Quarter-final                                                 | Udon Thani, Tailandia            | KO                                                 | 1                                |                                  |
| 2013-02-14 | Victoria                         | Fabio Pinca                        | Best of Siam 3                                                                                      | París, Francia                   | Decisión (Unánime)                                 | 5                                | 3:00                             |
| 2013-01-25 | Victoria                         | Petchasawin Seatransferry          | Muaythai Gala                                                                                       | Ko Samui, Tailandia              | KO                                                 | 2                                |                                  |
| 2013-01-05 | Victoria                         | Puengluang Sitpupantu              | “1–King”70Kg Tournament, Final                                                                      | Koh Chang, Tailandia             | TKO (Paro del Réferi/Patada Izquierda a la Cabeza) | 1                                | 1:18                             |
| Wins “1–King” 4-Man Tournament (70kg)                                                                                           |                                  |                                    | |                                  |                                                    |                                  |                                  |
| 2013-01-05 | Victoria                         | Sen Bunthen                        | “1–King”70Kg Tournament, Semi-final                                                                 | Koh Chang, Tailandia             | Decisión                                           | 3                                | 3:00                             |
| 2012-09-25 | Victoria                         | Petchmankong Gaiyanghaadaogym      | Petchyindee Fight, Lumpinee Stadium                                                                 | Bangkok, Tailandia               | Decisión                                           | 5                                | 3:00                             |
| Ganó el título de peso wélter (147 lbs) de Tailandia (PAT).                                                                     |                                  |                                    | |                                  |                                                    |                                  |                                  |
| 2012-08-31 | Victoria                         | Prakaysaeng Gaiyanghaadaogym       | Wanweraphon Fight, Lumpinee Stadium                                                                 | Bangkok, Tailandia               | Decisión                                           | 5                                | 3:00                             |
| 2012-07-31 | Victoria                         | Kamlaipetch S. Somnuek             | Muaythai Gala                                                                                       | Hua Mak, Tailandia               | Decisión                                           | 3                                |                                  |
| 2012-06-24 | Victoria                         | Crice Boussoukou                   | Channel 11 "Thailand vs. Russia"                                                                    | Pattaya, Tailandia               | Decisión                                           | 3                                | 3:00                             |
| 2012-05-31 | Victoria                         | Pich Seiha                         | Toyota Vigo Marathon Tournament 2012, Final                                                         | Chonburi, Tailandia              | Decisión                                           | 3                                | 2:00                             |
| Wins Toyota Vigo Marathon Tournament title (147 lbs).                                                                           |                                  |                                    | |                                  |                                                    |                                  |                                  |
| 2012-05-31 | Victoria                         | Leo Monteiro                       | Toyota Vigo Marathon Tournament 2012, Semi-final                                                    | Chonburi, Tailandia              | Decisión                                           | 4                                | 2:00                             |
| 2012-05-31 | Victoria                         | Leonard Nganga                     | Toyota Vigo Marathon Tournament 2012, Quarter-final                                                 | Chonburi, Tailandia              | Decisión                                           | 3                                | 2:00                             |
| 2012-04-24 | Victoria                         | Petasawin Seatransferry            | Wanwirapon Fight, Lumpinee Stadium                                                                  | Bangkok, Tailandia               | Decisión                                           | 5                                | 3:00                             |
| 2012-01-31 | Victoria                         | Sirimongkol Sitanupap              | Petchyindee Fight, Lumpinee Stadium                                                                 | Bangkok, Tailandia               | TKO (Cut)                                          | 4                                |                                  |
| 2011-12-08 | Victoria                         | Fares Bechar                       | A-1 WCC                                                                                             | Lyon, Francia                    | TKO                                                | 4                                |                                  |
| 2011-07-23 | Victoria                         | Iquezang Kor.Rungthanakeat         | Fuktien Group Tournament, Omnoi Stadium                                                             | Bangkok, Tailandia               | TKO (Rotura de Clavícula)                          | 5                                |                                  |
| Fight was for Fuktien Group Tournament title (147 lbs) and Omnoi Stadium Welterweight title (147 lbs).                          |                                  |                                    | |                                  |                                                    |                                  |                                  |
| 2011-06-18 | Victoria                         | Samranchai 96 Peenang              | Fuktien Group Tournament, Omnoi Stadium                                                             | Bangkok, Tailandia               | Decisión                                           | 5                                | 3:00                             |
| 2011-05-14 | Victoria                         | Iquezang Kor.Rungthanakeat         | Fuktien Group Tournament, Omnoi Stadium                                                             | Bangkok, Tailandia               | Decisión                                           | 5                                | 3:00                             |
| 2011-04-16 | Victoria                         | Singmanee Kaewsamrit               | Fuktien Group Tournament, Omnoi Stadium                                                             | Bangkok, Tailandia               | Decisión                                           | 5                                | 3:00                             |
| 2011-03-12 | Draw                             | Songniyom Pumphanmuang             | Fuktien Group Tournament, Omnoi Stadium                                                             | Bangkok, Tailandia               | Draw                                               | 5                                | 3:00                             |
| 2011-02-04 | Victoria                         | Petchmankong Kaiyanghadaogym       | Petchpiya Fight, Lumpinee Stadium                                                                   | Bangkok, Tailandia               | Decisión                                           | 5                                | 3:00                             |
| 2011-01-13 | Victoria                         | Eakpracha Meenayothin              | Wanmitchai Fights, Rajadamnern Stadium                                                              | Bangkok, Tailandia               | Decisión                                           | 5                                | 3:00                             |
| 2010-11-26 | Victoria                         | Damien Alamos                      | La Nuit des Champions 2010                                                                          | Marsella, Francia                | Decisión                                           | 5                                | 3:00                             |
| Wins "Nuit des Champions" Muaythai belt (-64 kg).                                                                               |                                  |                                    | |                                  |                                                    |                                  |                                  |
| 2010-10-27 | Victoria                         | Buckjoe Kiatchuchai                | | Ubon Ratchathani, Tailandia      | Decisión                                           | 5                                | 3:00                             |
| 2010-09-24 | Victoria                         | Tuantong Pumphanmuang              | Pumphanmoung Fight, Lumpinee Stadium                                                                | Bangkok, Tailandia               | Decisión                                           | 5                                | 3:00                             |
| 2010-08-31 | Draw                             | Tuantong Pumphanmuang              | Pumphanmuang Fight, Lumpinee Stadium                                                                | Bangkok, Tailandia               | Draw                                               | 5                                | 3:00                             |
| 2010-08-03 | Victoria                         | Pansak Look Bor Kor                | Petchyindee Fights, Lumpinee Stadium                                                                | Bangkok, Tailandia               | Decisión                                           | 5                                | 3:00                             |
| 2010-07-16 | Victoria                         | Aranchai Kiatpatrpan               | Fairtex Fight, Lumpinee Stadium                                                                     | Bangkok, Tailandia               | KO (Codazo Izquierdo)                              | 3                                | 1:58                             |
| 2010-06-01 | Victoria                         | Pansak Look Bor Kor                | Siangsawangpanpa Fight, Lumpinee Stadium                                                            | Bangkok, Tailandia               | Decisión                                           | 5                                | 3:00                             |
| 2010-03-12 | Victoria                         | Panpecht Ch. N. Patalung           | Petchyindee Fights, Lumpinee Stadium                                                                | Bangkok, Tailandia               | Decisión                                           | 5                                | 3:00                             |
| 2010-01-30 | Victoria                         | Anuwat Kaewsamrit                  | La Nuit des Titans, Final                                                                           | Tours, Francia                   | Decisión (Unánime)                                 | 3                                | 3:00                             |
| Wins "Nuit des Titans" 4 men Muaythai tournament title (141 lbs).                                                               |                                  |                                    | |                                  |                                                    |                                  |                                  |
| 2010-01-30 | Victoria                         | Fabio Pinca                        | La Nuit des Titans, Semi-final                                                                      | Tours, Francia                   | Decisión                                           | 4                                | 3:00                             |
| 2009-12-24 | Victoria                         | Yodtuanthong Wiramanokul           | CP Freshmart Marathon Tournament, Quarter-final                                                     | Thailand                         | Decisión                                           | 3                                | 3:00                             |
| 2009-12-04 | Victoria                         | Jaenrop Sakhomsil                  | Paianun Fight, Lumpinee Stadium                                                                     | Bangkok, Tailandia               | Decisión                                           | 5                                | 3:00                             |
| 2009-11-13 | Victoria                         | Attachai Longbeachgarden           | Siangsawangpanpa Fight, Lumpinee Stadium                                                            | Bangkok, Tailandia               | TKO                                                | 4                                |                                  |
| 2009-10-06 | Victoria                         | Attachai Longbeachgarden           | Praianun Fight, Lumpinee Stadium                                                                    | Bangkok, Tailandia               | Decisión                                           | 5                                | 3:00                             |
| 2009-08-18 | Victoria                         | F-16 Rachanon                      | Paianun Fight, Lumpinee Stadium                                                                     | Bangkok, Tailandia               | Decisión                                           | 5                                | 3:00                             |
| 2009-07-24 | Victoria                         | Wansotsai Sit Jor                  | Fairtex Fight, Lumpinee Stadium                                                                     | Bangkok, Tailandia               | TKO                                                | 3                                |                                  |
| 2009-06-12 | Victoria                         | Payasua Gardenseaview              | Paianun Fights, Lumpinee Stadium                                                                    | Bangkok, Tailandia               | Decisión                                           | 5                                | 3:00                             |
| 2009-05-15 | Victoria                         | Virayuthlek Himalaigym             | Petchyindee Fights, Lumpinee Stadium                                                                | Bangkok, Tailandia               | Decisión                                           | 5                                | 3:00                             |
| 2009-03-21 | Victoria                         | Petchaiphum Bangkok2007            | Krikkrai Fights, Lumpinee Stadium                                                                   | Bangkok, Tailandia               | Decisión                                           | 5                                | 3:00                             |
| 2009-02-24 | Victoria                         | Petchaiphum Por.Jaroenchai         | Por. Pramuk Fight, Lumpinee Stadium                                                                 | Bangkok, Tailandia               | Decisión                                           | 5                                | 3:00                             |
| 2008-10-28 | Victoria                         | Palungtip Kor Sapaothong           | Phetyindee Fights, Lumpinee Stadium                                                                 | Bangkok, Tailandia               | Decisión                                           | 5                                | 3:00                             |
| 2008-09-03 | Victoria                         | Saengartid Sor Sommay              | Sor Sommay Fights, Lumpinee Stadium                                                                 | Bangkok, Tailandia               | Decisión                                           | 5                                | 3:00                             |
| 2008-07-25 | Victoria                         | Weerayut Lookphetnoi               | Prianan Fights, Lumpinee Stadium                                                                    | Bangkok, Tailandia               | Decisión                                           | 5                                | 3:00                             |
| 2008-06-04 | Victoria                         | Dungkungwan Sor Jitpatthana        | Sor Sommay Fights, Rajadamnern Stadium                                                              | Bangkok, Tailandia               | Decisión                                           | 5                                | 3:00                             |
| 2008-04-02 | Victoria                         | Natthapon Por Puanruamsang         | Daorungprabat Fights, Rajadamnern Stadium                                                           | Bangkok, Tailandia               | Decisión                                           | 5                                | 3:00                             |
| 2008-03-05 | Victoria                         | Nawapon Por Puenruamsang           | Daorungprabat Fights, Rajadamnern Stadium                                                           | Bangkok, Tailandia               | Decisión                                           | 5                                | 3:00                             |
| 2008-02-13 | Victoria                         | Saeksan Or. Kwanmuang              | Sor Sommay Fights, Rajadamnern Stadium                                                              | Bangkok, Tailandia               | Decisión                                           | 5                                | 3:00                             |
| 2007-12-13 | Victoria                         | Siankeng Jor Nopparat              | Daorungprabat Fights, Rajadamnern Stadium                                                           | Bangkok, Tailandia               | Decisión                                           | 5                                | 3:00                             |
| 2007-06-19 | Victoria                         | Rangphet Phetcergus                | Wanboonya Fights, Lumpinee Stadium                                                                  | Bangkok, Tailandia               | Decisión                                           | 5                                | 3:00                             |
| 2007-05-22 | Victoria                         | Parinyachat Sitkamnanliew          | Wanboonya Fights, Lumpinee Stadium                                                                  | Bangkok, Tailandia               | Decisión                                           | 5                                | 3:00                             |
| 2007-01-19 | Victoria                         | Nonthachailek Himalaigym           | Wanboonya Fights, Lumpinee Stadium                                                                  | Bangkok, Tailandia               | TKO                                                | 3                                |                                  |
| 2006-12-26 | Victoria                         | Wanday Phetsirigym                 | Phetpiya Fights, Lumpinee Stadium                                                                   | Bangkok, Tailandia               | Decisión                                           | 5                                | 3:00                             |
| 2006-12-02 | Victoria                         | Chalawan Kor Sommay                | Muaythai Lumpinee Krikkri Fights, Lumpinee Stadium                                                  | Bangkok, Tailandia               | Decisión                                           | 5                                | 3:00                             |
| 2006-06-03 | Victoria                         | Phetpoowiang Sitjomtri             | Muaythai Lumpinee Krikkri Fights, Lumpinee Stadium                                                  | Bangkok, Tailandia               | Decisión                                           | 5                                | 3:00                             |
| 2006-05-06 | Victoria                         | Seanvised P.Pongsawang             | Muaythai Lumpinee Krikkri Fights, Lumpinee Stadium                                                  | Bangkok, Tailandia               | TKO                                                | 3                                |                                  |